# Aperlai
Koordinaten: 36° 10′ N, 29° 47′ O
Aperlai (altgriechisch Ἀπέρλαι) war eine antike Küstenstadt in der kleinasiatischen Landschaft Lykien beim heutigen Sıcak İskelesi in der Türkei.
Über die Geschichte der Stadt ist wenig bekannt. Die ältesten Münzen der Stadt stammen aus dem 5. Jahrhundert v. Chr. Literarische Erwähnungen gibt es erst aus der römischen Kaiserzeit, in der Aperlai zur Provinz Lycia et Pamphylia gehörte und mit den benachbarten Orten Apollonia, Isinda und Simena zu einer Sympolitie zusammengeschlossen war. 141/142 n. Chr. erlitt die Stadt Schäden durch ein schweres Erdbeben und erhielt Unterstützung beim Wiederaufbau durch Opramoas von Rhodiapolis. Um das Jahr 240 prägte Aperlai noch einmal eigene Münzen.
In der Spätantike wurde die Stadt Sitz eines Bischofs; auf das Bistum geht das heutige römisch-katholische Titularbistum Aperlae zurück.
Die kaiserzeitliche Stadtmauer, zwei Kirchen aus frühbyzantinischer Zeit und eine Nekropole östlich der Stadt sind erhalten.